# Gunung Besar (berg i Indonesien, Sumatera Selatan)
Gunung Besar, även Bukit Besar, är ett berg i Indonesien.   Det ligger i provinsen Sumatera Selatan, i den västra delen av landet, 400 km nordväst om huvudstaden Jakarta. Toppen på Gunung Besar är 1 903 meter över havet, eller 247 meter över den omgivande terrängen. Bredden vid basen är 5,0 km.